# Herpysma longicaulis
Herpysma longicaulis är en orkidéart som beskrevs av John Lindley. Herpysma longicaulis ingår i släktet Herpysma och familjen orkidéer. Inga underarter finns listade i Catalogue of Life.

## Bildgalleri

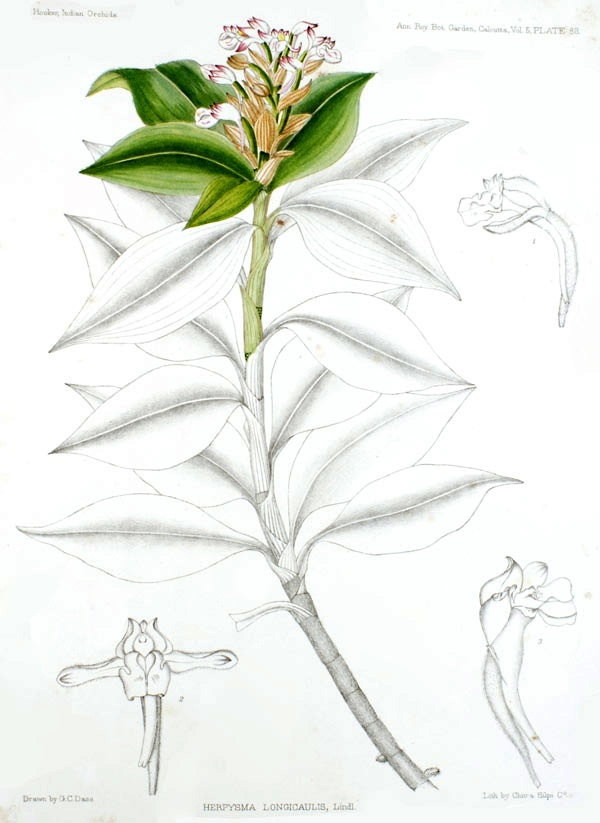
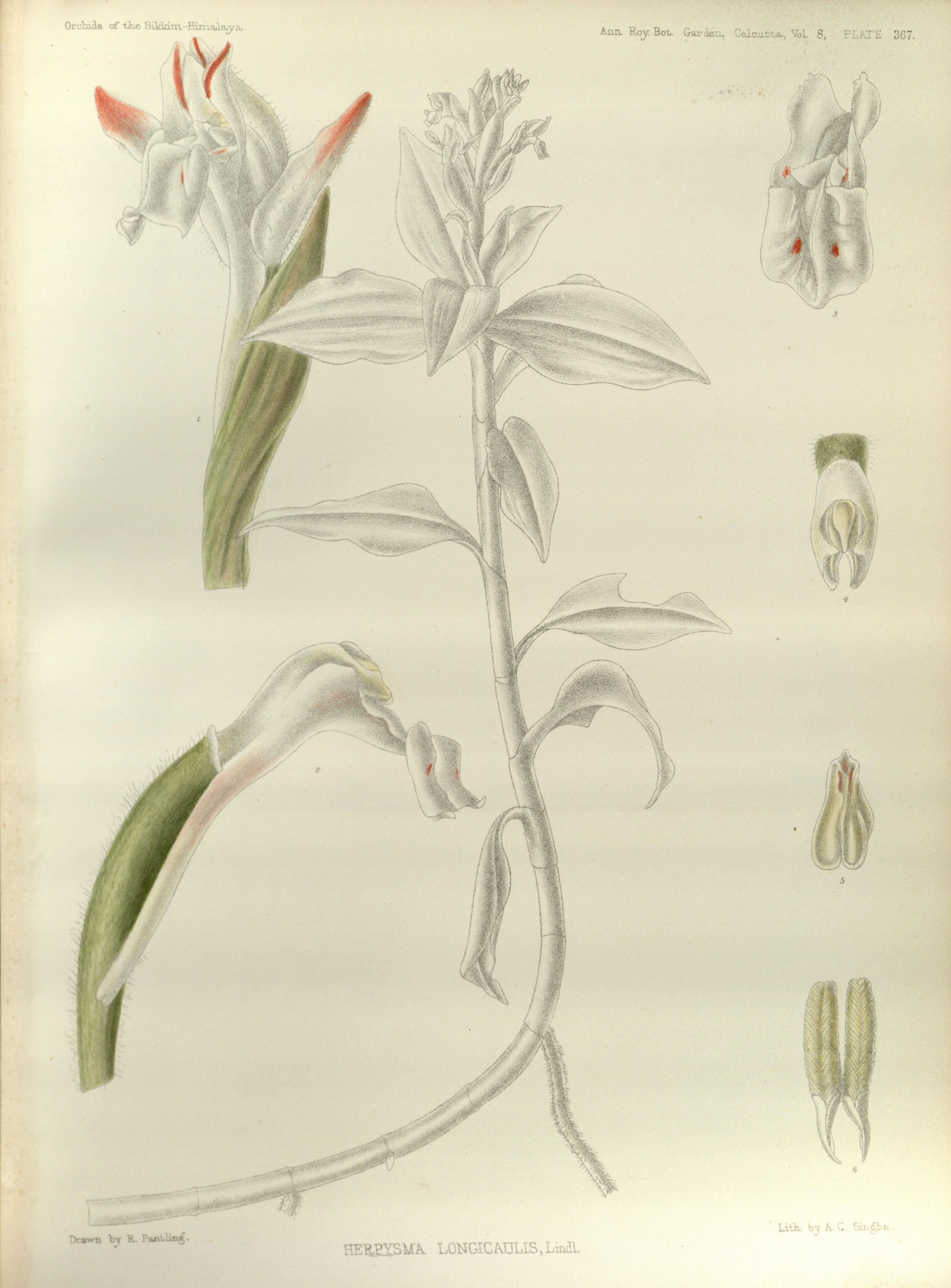